# Adriano Peracchi
Adriano Lúcio Peracchi (São Paulo, 3 de agosto de 1938 – Rio de Janeiro, 17 de abril de 2025) foi um zoólogo brasileiro.
Foi professor emérito do programa de pós-graduação em biologia animal do Instituto de Biologia da Universidade Federal Rural do Rio de Janeiro (UFRRJ) e um dos mais importantes zoólogos brasileiros, com mais de 150 publicações científicas e mais de 40 estudantes de pós-graduação formados sob sua orientação.
Seu trabalho nas últimas décadas concentrou-se principalmente nos campos da taxonomia e bionomia de morcegos, mas já fez contribuições muito importantes em outras áreas da zoologia, como acarologia e entomologia, tendo trabalhado com taxonomia de besouros e hemípteros de importância agrícola.

## Carreira
Formou-se engenheiro agrônomo em 1961, na Universidade Federal Rural do Rio de Janeiro (UFRRJ) e, na mesma época, foi contratado como professor assistente nessa mesma universidade, e engenheiro agrônomo da seção de entomologia e parasitologia do Instituto de Ecologia e Experimentação Agrícolas (IEEA) do Rio de Janeiro. Em 1976 prestou concurso para livre docente na Universidade Federal Rural do Rio de Janeiro e obteve o título de doutor em ciências.
Depois de participar de um curso de especialização em taxonomia e biologia de quirópteros em 1967, Peracchi começou seus estudos com morcegos e começou a organizar uma coleção mastozoológica e o Laboratório de Mastozoologia da UFRRJ. Com a implantação da pós-graduação em biologia animal do Instituto de Biologia da UFRRJ, as atividades de pesquisa sofreram excepcional incremento e os mestrandos e doutorandos sob sua orientação incorporaram à coleção farto material proveniente de diversas regiões do país. A coleção, que recebe seu nome, conta atualmente com mais de 10 mil exemplares tombados e aproximadamente trê mil a tombar. Os quirópteros constituem a ordem predominante, mas outros grupos estão também representados como os marsupiais, roedores, lagomorfos, xenartros e carnívoros.
Peracchi desenvolveu importantes funções administrativas na UFRRJ: foi diretor do Instituto de Biologia (1977–1981), vice-reitor (1981–1985) e reitor (1985–1989). Foi presidente da Sociedade Brasileira de Zoologia (1990–1992), da qual é sócio fundador. Também é sócio fundador da Sociedade Brasileira de Mastozoologia (SBMz) e da Sociedade Brasileira para o Estudo de Quirópteros (SBEQ).

## Homenagens
Peracchi tem um gênero de inseto hemíptero (Peracchius), uma espécie de opilião (Heteropachylus peracchii), uma espécie de besouro Cerambycidae (Achyrson peracchii) e uma espécie de morcego (Lonchophylla peracchii) nomeadas em sua homenagem.

## Publicações selecionadas
- Nogueira M.R., Lima I.P., Peracchi A.L., Simmons N.B. (2012). New genus and species of nectar-feeding bat from the Atlantic Forest of southeastern Brazil (Chiroptera: Phyllostomidae: Glossophaginae). American Museum Novitates 3747: 1-30.
- Reis N.R., Peracchi A.L., Pedro W.A., Lima I.P. (2007). Morcegos do Brasil. Londrina: N. R. Reis. 253p .
- Reis N.R., Peracchi A.L.,  Pedro W.A., Lima I.P. (2006). Mamíferos do Brasil. Londrina: N. R. Reis. 437p .
- Nogueira M.R., Peracchi A.L. (2003). Fig-seed predation by 2 species of Chiroderma: discovery of a new feeding strategy in bats. Journal of Mammalogy 84: 225-233.
- Peracchi A.L., Albuquerque S.T. (1993). Quirópteros do município de Linhares, Espírito Santo, Brasil (Mammalia, Chiroptera). Revista Brasileira de Biologia 53: 575-581.
- Peracchi A.L., Albuquerque S.T. (1971). Lista Provisoria dos Quirópteros dos Estados do Rio de Janeiro e Guanabara, Brasil (Mammalia, Chiroptera). Revista Brasileira de Biologia 31: 405-413.